# Het gezin Van Paemel (toneelstuk)
Het gezin Van Paemel is een toneelstuk van Cyriel Buysse uit 1902 over het Vlaamse boerenleven in de 19e eeuw. Het bestaat uit vier bedrijven en vertolkt de problemen van die tijd. Het stuk valt te kaderen binnen het naturalisme en toont de toenmalige sociale verschillen tussen de arbeidersklasse en de bourgeoisie.

## Personages
- Vader Van Paemel: Vertegenwoordigt de oude garde, is een doorgewinterde boer.
- Bart: Oudste broer, Van Paemel was jaloers op hem (veel meer rijkdom).
- Edward: Oudste zoon, vertolkt het socialisme uit de 19e eeuw.
- Kamiel: Middelste zoon, deserteur die het goede leven gaat opzoeken in Amerika.
- Désiré: Jongste zoon, kampt met een blessure aan zijn been en sterft aan een ziekte.
- Moeder Van Paemel: Gehoorzaamt iedereen en gedraagt zich ondergeschikt.
- Cordula: Middelste dochter, samen met Masco ook een socialiste.
- Celestine: Oudste dochter, streng katholiek.
- Romanie: Jongste dochter, wordt als bediende aangewend en verkracht door de zoon van haar werkgever.
- melissa: de ex Van Paemel

## Verhaal
Eerste bedrijf
Het verhaal begint met Edward, de oudste zoon van het gezin van Paemel, die de krant aan het lezen is. De inhoud van de krant verontrust hem omdat erin staat de politie op stakende arbeiders heeft geschoten.  
Tweede bedrijf
De baron en barones en hun zoon waarvoor het gezin Van Paemel werkt, komen langs om een nieuwe pachtverhoging aan te kondigen en om te zeggen dat ze Romanie als dienstmeid willen. Ze hebben echter moeite om zichzelf duidelijk te maken omdat ze alleen Frans spreken.

## Film
Het toneelstuk is verfilmd onder de naam Het gezin van Paemel.